# Россия на чемпионате мира по хоккею с шайбой 2007
Сборная России на чемпионате мира по хоккею с шайбой 2007 стала бронзовым призёром. Сборная на чемпионате провела девять матчей, в которых уступила лишь единожды: проиграла в полуфинале сборной Финляндии в дополнительное время.
Сборная России стала самой результативной на чемпионате, забросив 43 шайбы в ворота противников. Имея одну из самых надёжных оборон на чемпионате сборная России пропустила 14 шайб. Таким образом, разница забитых и пропущенных шайб составила +29 шайб. Всего матчи с участием сборной России посетило более 105 тысяч человек. Как и следовало ожидать по этому показателю сборная России стала безоговорочным победителем.

## Состав
С окончательным составом сборной России главный тренер команды Вячеслав Быков определился только за день старта чемпионата мира. В состав вошли 22 хоккеиста, включая 7 из Национальной хоккейной лиги. Капитаном сборной назначили нападающего подмосковного «Химика» Петра Счастливого, а его ассистентами стали Алексей Морозов из «Ак Барса» и Андрей Марков из канадского клуба «Монреаль Канадиенс».
Перед полуфиналом в расположение команды прибыл нападающий «Нью-Джерси» Сергей Брылин, клуб которого выбыл из четвертьфинала Кубка Стэнли.
Также накануне полуфинала выбыл из строя из-за травмы крестообразных связок лучший бомбардир сборной Алексей Морозов.
Перед полуфиналом появлялась информация о приезде в Москву Фёдора Тютина и Евгения Набокова. Однако в расположении сборной эти игроки не появились. Причиной отсутствия Фёдора Тютина стала травма ноги. Евгений Набоков сослался на семейные обстоятельства, однако поклонники команды и хоккейные специалисты, нисколько не сомневаясь в профессионализме вратаря, предполагают, что причиной отсутствия Евгения стала замечательная игра Александра Ерёменко.
После поражения в 1/2 финала, когда сборной оставалось провести последний матч за 3-е место, Вячеслав Быков решил заявить на эту игру тренировавшихся вместе с командой в течение всего времени чемпионата Константина Корнеева и Константина Барулина:

Эти ребята прошли с нами до конца, и я хотел бы, чтобы они были причастны к успеху.
После победы над шведами оба этих игрока вместе с остальными сборниками получили бронзовые медали (хотя голкипер Барулин так и не появился на льду).
| Вратари    |                     |                    |               |
| Номер      | Имя                 | Клуб               | Дата рождения |
| 30         | Александр Ерёменко  | Ак Барс            | 10.04.1980    |
| 83         | Василий Кошечкин    | Лада               | 27.03.1983    |
| 57         | Константин Барулин  | Химик              | 04.09.1984    |
| Защитники  |                     |                    |               |
| Номер      | Имя                 | Клуб               | Дата рождения |
| 55         | Сергей Гончар       | Питтсбург Пингвинз | 13.04.1974    |
| 52         | Андрей Марков (A)   | Монреаль Канадиенс | 20.12.1978    |
| 27         | Виталий Атюшов      | Металлург (Мг)     | 04.07.1979    |
| 7          | Денис Гребешков     | Локомотив          | 11.10.1983    |
| 3          | Алексей Емелин      | Лада               | 25.04.1986    |
| 6          | Максим Кондратьев   | Лада               | 20.01.1983    |
| 5          | Илья Никулин        | Ак Барс            | 12.03.1982    |
| 45         | Виталий Прошкин     | Ак Барс            | 08.05.1976    |
| 2          | Константин Корнеев  | ЦСКА               | 05.08.1984    |
| Нападающие |                     |                    |               |
| Номер      | Имя                 | Клуб               | Дата рождения |
| 8          | Александр Овечкин   | Вашингтон Кэпиталз | 17.09.1985    |
| 11         | Евгений Малкин      | Питтсбург Пингвинз | 31.07.1986    |
| 71         | Илья Ковальчук      | Атланта Трэшерз    | 15.04.1983    |
| 22         | Александр Радулов   | Нэшвилл Предэйторз | 05.07.1986    |
| 24         | Александр Фролов    | Лос-Анджелес Кингз | 19.06.1982    |
| 21         | Александр Харитонов | Динамо             | 30.03.1976    |
| 95         | Алексей Морозов (A) | Ак Барс            | 16.02.1977    |
| 12         | Данис Зарипов       | Ак Барс            | 26.03.1981    |
| 42         | Сергей Зиновьев     | Ак Барс            | 04.03.1980    |
| 15         | Николай Кулёмин     | Металлург (Мг)     | 14.07.1986    |
| 13         | Иван Непряев        | Локомотив          | 04.02.1982    |
| 25         | Пётр Счастливый (К) | Химик              | 18.04.1979    |

## Матчи

### Предварительный раунд
| 27 апреля, 2007 | \| Россия \| 9:1 (3:1, 5:0, 1:0) \| Дания \| \| Зарипов (Зиновьев, Морозов), 0:28 Никулин (Морозов), 3:32 Малкин (Гончар), 3:54 Счастливый (Атюшов), 22:24 Марков (Ковальчук, Фролов), 25:38 (бол.) Морозов (Зарипов, Зиновьев), 27:20 Кулемин (Непряев, Овечкин), 29:44 Овечкин (Непряев, Кулёмин), 32:13 Фролов (Гончар), 55:43 (бол.) \| Голы \| Регин (Д.Нильсен, Пандер), 17:20 \| | Стадион: Арена на Ходынке, Москва Зрителей: 12000 Судьи: Рихард Шутц (Германия), Сильвен Лосье (Канада), Милан Масик (Словакия) |
| Россия | 9:1 (3:1, 5:0, 1:0) | Дания |
| Зарипов (Зиновьев, Морозов), 0:28 Никулин (Морозов), 3:32 Малкин (Гончар), 3:54 Счастливый (Атюшов), 22:24 Марков (Ковальчук, Фролов), 25:38 (бол.) Морозов (Зарипов, Зиновьев), 27:20 Кулемин (Непряев, Овечкин), 29:44 Овечкин (Непряев, Кулёмин), 32:13 Фролов (Гончар), 55:43 (бол.) | Голы | Регин (Д.Нильсен, Пандер), 17:20                                                                                                |

Дебют сборной России на чемпионате прошёл успешно: уже на первой минуте шайба от конька Зарипова залетела в ворота датчан. К концу четвёртой минуты минуты россияне вели в счёте 3:0. Только под конец первого периода датчане смогли провести единственную шайбу. Последующие два периода прошли при полном преимуществе российской сборной, которая смогла довести матч до уверенной победы.

| 29 апреля, 2007 | \| Россия \| 8:1 (2:1, 3:0, 3:0) \| Украина \| \| Морозов (Зиновьев), 9:38 (бол.) Зиновьев (Морозов, Зарипов), 12:22 (бол.) Никулин (Зарипов, Зиновьев), 25:15 Прошкин (Морозов), 32:01 Морозов (Зиновьев), 39:19 (бол.) Радулов (Атюшов, Овечкин), 45:40 (бол.) Морозов (Зиновьев, Зарипов), 51:40 Фролов (Гончар, Марков), 56:37 \| Голы \| Климентьев (Цыруль, Матвийчук), 4:00 - бол \| | Стадион: Арена на Ходынке, Москва Зрителей: 14000 Судьи: Милан Минар (Чехия), Томас Гемейнхардт (Германия), Милан Масик (Словакия) |
| Россия | 8:1 (2:1, 3:0, 3:0) | Украина |
| Морозов (Зиновьев), 9:38 (бол.) Зиновьев (Морозов, Зарипов), 12:22 (бол.) Никулин (Зарипов, Зиновьев), 25:15 Прошкин (Морозов), 32:01 Морозов (Зиновьев), 39:19 (бол.) Радулов (Атюшов, Овечкин), 45:40 (бол.) Морозов (Зиновьев, Зарипов), 51:40 Фролов (Гончар, Марков), 56:37 | Голы | Климентьев (Цыруль, Матвийчук), 4:00 - бол                                                                                         |

| 1 мая, 2007 | \| Финляндия \| 4:5 (1:2, 0:2, 3:1) \| Россия \| \| Т.Рууту (Капанен, Мянтюля), 13:11 (бол.) Хентунен (Капанен, Кукконен), 43:37 Лехтинен (Пелтонен, Нуммелин), 48:53 (бол.) Нуммелин (Т.Рууту), 54:09 (бол.) \| Голы \| Кулемин (Емелин, Непряев), 6:38 Зарипов (Прошкин, Морозов), 17:40 (бол.) Гончар (Ковальчук, Марков), 23:49 (бол.) Морозов (Зиновьев, Зарипов), 26:08 (бол.) Счастливый (Гребешков), 53:21 \| | Стадион: Арена на Ходынке, Москва Зрителей: 12000 Судьи: |
| Финляндия | 4:5 (1:2, 0:2, 3:1) | Россия |
| Т.Рууту (Капанен, Мянтюля), 13:11 (бол.) Хентунен (Капанен, Кукконен), 43:37 Лехтинен (Пелтонен, Нуммелин), 48:53 (бол.) Нуммелин (Т.Рууту), 54:09 (бол.) | Голы | Кулемин (Емелин, Непряев), 6:38 Зарипов (Прошкин, Морозов), 17:40 (бол.) Гончар (Ковальчук, Марков), 23:49 (бол.) Морозов (Зиновьев, Зарипов), 26:08 (бол.) Счастливый (Гребешков), 53:21 |

### Квалификационный раунд
| 4 мая, 2007                                                                                        | \| Россия \| 3:0 (0:0, 1:0, 2:0) \| Италия \| \| Ковальчук (Малкин, Фролов) 34:17 Фролов (Ковальчук) 53:35 Морозов (Зиновьев, Зарипов) 59:56 (бол.) \| Голы \| \| | Стадион: Арена на Ходынке, Москва Зрителей: 10100 Судьи: Рихард Шутц (Германия), Томас Гемейнхардт (Германия), Роман Пузар (Чехия) |
| Россия                                                                                             | 3:0 (0:0, 1:0, 2:0) | Италия |
| Ковальчук (Малкин, Фролов) 34:17 Фролов (Ковальчук) 53:35 Морозов (Зиновьев, Зарипов) 59:56 (бол.) | Голы | |

Весь матч сборная России имела преимущество над итальянской командой, однако отличная игра итальянского вратаря долго не позволяла открыть счёт. Воплотить преимущество в забитые шайбы команда смогла только в конце второго тайма, буквально затолкав шайбу в ворота вместе с вратарём Муццати. Закрепить преимущество российская команда смогла во второй половине третьего периода. В концовке третьего периода итальянский вратарь Муццати получил травму, однако покинуть ворота отказался. За 4 секунды до конца матча Морозову удалось забить третью шайбу.
| 6 мая, 2007                                                                                         | \| Россия \| 6:3 (2:0, 1:1, 3:2) \| Швейцария \| \| Зиновьев, 0:34 Ковальчук, 13:50 Зарипов, 29:44 Марков, 42:00 (бол.) Фролов, 45:46 Счастливый, 49:36 \| Голы \| Штрайт, 38:58 (бол.) Дипьетро, 42:26 Райхерт, 51:31 \| | Стадион: Арена на Ходынке, Москва Зрителей: 12000 Судьи: |
| Россия                                                                                              | 6:3 (2:0, 1:1, 3:2) | Швейцария                                                |
| Зиновьев, 0:34 Ковальчук, 13:50 Зарипов, 29:44 Марков, 42:00 (бол.) Фролов, 45:46 Счастливый, 49:36 | Голы | Штрайт, 38:58 (бол.) Дипьетро, 42:26 Райхерт, 51:31      |

Матч прошёл при полном преимуществе сборной России. Первая шайба в ворота швейцарской сборной была заброшена на первой минуте встречи. В первом же периоде россияне смогли удвоить преимущество. В середине первого периода до конца матча был удалён Александр Овечкин, после чего последовала серия взаимных удалений, которая прекратилась только в середине второго периода. В середине же второго периода сборная России забросила третью шайбу в швейцарские ворота. В ворота же Кошечкина швейцарцы сумели забросить шайбу только под конец второго периода. Третий период также прошёл при преимуществе сборной России, которая много атаковала, несколько уменьшив внимание к обороне. Вследствие этого стал третий период закончился со счётом 3:2 в пользу сборной России.
| 7 мая, 2007                       | \| Швеция \| 2:4 (1:1, 1:1, 0:2) \| Россия \| \| Торнберг, 8:43 (бол.) Стин, 38:22 \| Голы \| Морозов, 17:39 (буллит) Гребешков, 23:27 Малкин, 49:51 Морозов, 56:33 \| | Стадион: Арена на Ходынке, Москва Зрителей: 14000 Судьи: Ги Пеллерен (Канада), Сильвен Лосье (Канада), Милан Машик (Словакия) |
| Швеция                            | 2:4 (1:1, 1:1, 0:2) | Россия |
| Торнберг, 8:43 (бол.) Стин, 38:22 | Голы | Морозов, 17:39 (буллит) Гребешков, 23:27 Малкин, 49:51 Морозов, 56:33                                                         |

Матч прошёл в очень напряженной обстановке. За несколько дней до начала чемпионата сборная Швеции дважды обыграла россиян в финале Еврохоккейтура. Но на этот раз сборная России одержала волевую победу, отлично проведя третий период. Шведы смогли открыть счёт в середине первого периода, использовав большинство. После пропущенной шайбы Ковальчук выходил на ворота соперника под острым углом, но был сбит и с шайбой вкатился в ворота. Однако эта шайба засчитана не была. К концу первого периода россияне смогли сравнять счёт: шведы с нарушением правил остановили выход Харитонова один на один, и арбитр назначил буллит, который реализовал Морозов. Второй период прошёл в жёсткой обоюдоострой борьбе и закончился со счётом 1:1. В третьем периоде сборная России доминировала над шведами, однако шведы организовывали опасные контрвыпады. Тем не менее, россияне одержали победу в третьем периоде со счетом 2:0. Отличились Малкин и Морозов.

### 1/4 финала
| 9 мая, 2007 | \| Россия \| 4:0 (1:0, 0:0, 3:0) \| Чехия \| \| А. Марков (Малкин, Фролов) 6:48 (бол.) Малкин (Ковальчук И.) 40:22 (бол.) Радулов А. (Гребешков) 51:14 Малкин Е. 54:45 \| Голы \| \| | Стадион: Арена на Ходынке, Москва Зрителей: 12 000 Судьи: Ги Пеллерен (Канада), Иван Дидюля (Белоруссия), Сильвен Лосье (Канада) |
| Россия | 4:0 (1:0, 0:0, 3:0) | Чехия |
| А. Марков (Малкин, Фролов) 6:48 (бол.) Малкин (Ковальчук И.) 40:22 (бол.) Радулов А. (Гребешков) 51:14 Малкин Е. 54:45 | Голы | |

Матч прошел в напряжённой обстановке — обе команды выбрали на игру осторожную оборонительную тактику. Первые два периода прошли в обоюдоострых атаках, однако благодаря надежной игре вратарей была забита только одна шайба: Марков удачно реализовал численное большинство россиян. Во втором периоде взятия ворот зафиксировано не было, хотя шайба однажды пересекла линию ворот чешской сборной, но не была засчитана, поскольку была забита рукой. В третьем периоде преимущество сборной России стало подавляющим. Уже на первой минуте Малкин смог удвоить счёт в пользу сборной России, реализовав численное большинство. После этого, чешская сборная потеряла нить игры и дважды была наказана российскими хоккеистами. Конец третьего периода начал сбиваться на мелкие стычки и потасовки, однако игру нельзя было назвать грубой.

### 1/2 финала
| 13 мая, 2007                        | \| Россия \| 1:2 (1:1, 0:0, 0:0, 0:1) \| Финляндия \| \| Малкин (Гончар, Фролов) 8:36 (бол.) \| Голы \| Ю.Хентунен (Н.Капанен, Д-П Лааманен) 12:06 (мен.) М.Койву (Т.Рууту) 65:40 \| | Стадион: Арена на Ходынке, Москва Зрителей: 12000 Судьи: Маркус Виннерборг (Швеция), Томас Гемейнхардт (Германия), Милан Машик (Словакия) |
| Россия                              | 1:2 (1:1, 0:0, 0:0, 0:1) | Финляндия |
| Малкин (Гончар, Фролов) 8:36 (бол.) | Голы | Ю.Хентунен (Н.Капанен, Д-П Лааманен) 12:06 (мен.) М.Койву (Т.Рууту) 65:40                                                                 |

Матч прошел в напряженной обстановке.Сборная России уже на 8-й минуте вышла вперед усилиями Евгения Малкина. Но вскоре россияне пропустили обидный гол, играя в большинстве. Во втором и третьем периодах взятия ворот зафиксировано не было. Игру сборной России сильно осложнила травма Петра Счастливого, полученная в самый разгар матча. В овертайме финны наказали россиян за ошибку защитника при передаче: Мику Койву хладнокровно катнул шайбу мимо голкипера сборной России Александра Еременко и не промахнулся. Мечта о победе на чемпионате мира у себя на родине так и не стала явью.

### Матч за третье место
| 12 мая, 2007                                                                                              | \| Россия \| 3:1 (2:0, 1:0, 0:1) \| Швеция \| \| Емелин (Зарипов, Фролов) 6:18 (мен.) Зиновьев (Емелин, Зарипов) 9:39 Фролов (Малкин, Атюшов) 21:04 (бол.) \| Голы \| Стин (Бэкстрём, Стральман) 48:08 (бол.) \| | Стадион: Арена на Ходынке, Москва Зрителей: 7500 Судьи: Ги Пеллерен (Канада), Стефен Фонселиус (Финляндия), Сильвен Лосье (Канада) |
| Россия | 3:1 (2:0, 1:0, 0:1) | Швеция |
| Емелин (Зарипов, Фролов) 6:18 (мен.) Зиновьев (Емелин, Зарипов) 9:39 Фролов (Малкин, Атюшов) 21:04 (бол.) | Голы | Стин (Бэкстрём, Стральман) 48:08 (бол.)                                                                                            |

## Факты
- Лучшим бомбардиром сборной стал Алексей Морозов, который забросил 8 шайб. Затем в списке бомбардиров следуют Александр Фролов и Евгений Малкин, которые забили по 5 голов.
- Лучшим ассистентом в сборной стал Сергей Зиновьев, на счету которого по 10 голевых передач. На втором месте по этому показателю Данис Зарипов с 9-ю передачами.
- Лучшими игроками по системе «гол+пас» стали Алексей Морозов и Сергей Зиновьев, которые набрали по 13 очков.
- Больше всех минут штрафа — 29 минут — набрал Александр Овечкин, который в матче против Швейцарии был удалён до конца матча. Помимо этого, 16 минут штрафа набрал Виталий Прошкин.
- С показателем «полезности» +/-, равным +10, в сборной два игрока: Сергей Зиновьев и Данис Зарипов.
- Александр Ерёменко стал самым надёжным вратарём сборной, отразив 135 бросков из 141 (95,74%) за 365 минут и 40 секунд игрового времени. Василий Кошечкин также показал высокую надёжность при игре. Им было отражено 58 бросков из 66 (87,88%) за 180 минут игрового времени.